# Marin Headlands

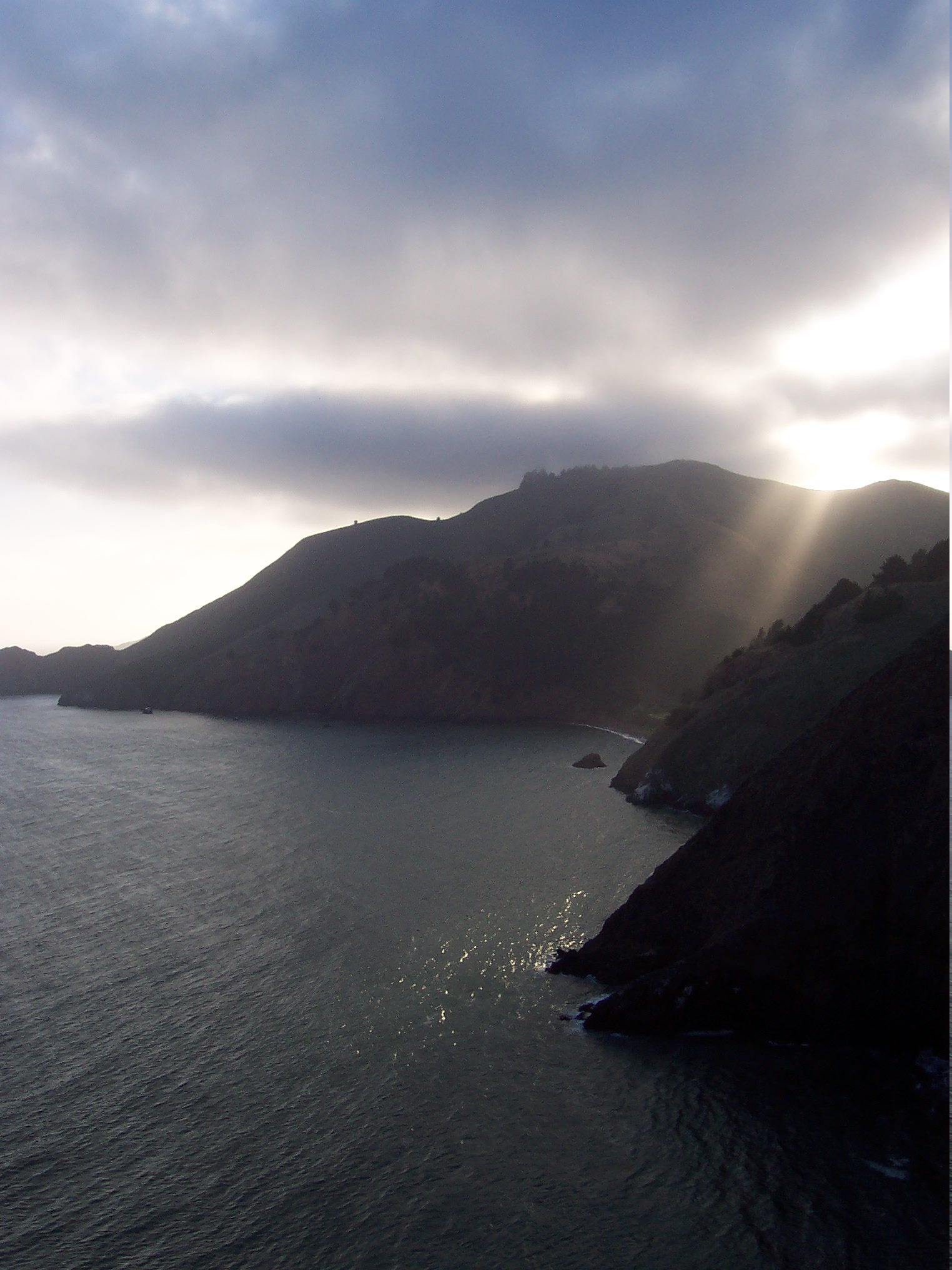
Les Marin Headlands, vues depuis le Golden Gate.

Les Marin Headlands sont une péninsule vallonnée se trouvant à l'extrémité sud du comté de Marin, dans l'état de Californie, aux États-Unis. Elles se situent en face de San Francisco, dont elles sont séparées par le Golden Gate. Le territoire entier est sous la juridiction du parc national Golden Gate National Recreation Area. Les Marin Headlands sont reconnues pour la vue qu'elles offrent sur la baie de San Francisco.

## Climat
Des nuages se forment au sein des Marin Headlands lorsque l'humidité et les brises chaudes venant de l'océan Pacifique rencontrent en hauteur un air plus froid. Le tout crée de la condensation, du brouillard, voire de la pluie. Pour la même raison, les précipitations sont plus nombreuses sur les collines qu'au niveau de la mer. Toutefois, malgré le fait que l’environnement soit relativement humide, de forts vents empêchent la formation de forêts denses. Les nombreuses brèches, crêtes et vallées accentuent la vitesse du vent. D'ailleurs, en été, les brises peuvent être très venteuses lorsque l'air océanique et le brouillard parcourent les vallées.
Des pluies torrentielles, originaires du golfe d'Alaska, se produisent fréquemment entre les mois de novembre et février, constituant la plus grande part des précipitations annuelles de la zone. Ces jours pluvieux, gris et nuageux sont entrecoupés de journées fraîches au ciel dégagé. À la suite de l'arrivée du printemps, la période d'avril à juin est accompagnée par de forts vents avec moins de pluies et de nuages. L'été est une succession de périodes chaudes au ciel dégagé et d'autres plus fraîches et brumeuses. Les températures moyennes les plus hautes se produisent au cours des mois de septembre et octobre.

## Hawk Hill
Le point culminant des Marin Headlands est la colline Hawk Hill, d'une hauteur de plus de 280 mètres. Elle constitue le point d'observation privilégié de la plus grande concentration de rapaces diurnes des états de la côte pacifique.
Chaque automne, d'août à décembre, des dizaines de milliers de buses, d'élanions à queue blanche, de faucons, d'aigles, d'urubus à tête rouge, de balbuzards pêcheurs et de busards Saint-Martin sont retenus par la caractéristique péninsulaire du comté de Marin, évitant de voler au-dessus de l'eau en raison de la raréfaction des courants chauds. L'abondante population de petits mammifères protégés par le parc offre une source d'alimentation aidant à maintenir dans la zone le grand nombre de rapaces en visite pendant l'automne. Les vents forts heurtant les collines, ainsi que les derniers jours chauds de l'été, fournissent des courants ascendants qui permettent à ces oiseaux de voler plus efficacement.
Les volontaires du Golden Gate Raptor Observatory (en) comptent et suivent cette migration d'automne, utilisant les techniques de baguage et de radiotracking, en coopération avec le National Park Service.

## Vie sauvage
Les Marin Headlands servent également d'habitat pour le cerf à queue noire, le cougar, le lynx, deux types de renard, le coyote, le dindon sauvage, le lièvre, le lapin, le raton-laveur et le putois. Un ours noir a été signalé en 2003 dans la zone et, en 2012, la découverte de déjections d'ours sur un chemin de randonnée du bassin-versant du lac Kent vint apporter du crédit à cette observation. Des loutres de rivière habitent les eaux fraîches des ruisseaux et lagons. De nombreux oiseaux aquatiques migrent également jusqu'aux Marin Headlands, incluant le pélican brun de mai à octobre, ainsi que la grèbe, l'aigrette et le grand héron pendant le printemps, l'été et l'automne. Le statut de parc protégé permet de préserver ces espèces et leurs habitats à une distance de seulement quelques kilomètres de San Francisco et de ses faubourgs.
Dans les eaux entourant les Marin Headlands, on peut trouver des phoques pendant toute l'année, des baleines grises durant l'été et l'automne, ainsi que des oiseaux de mer tels que le guillemot de Troïl et la macreuse à front blanc, nageant dans la ligne d'horizon.

## Géologie

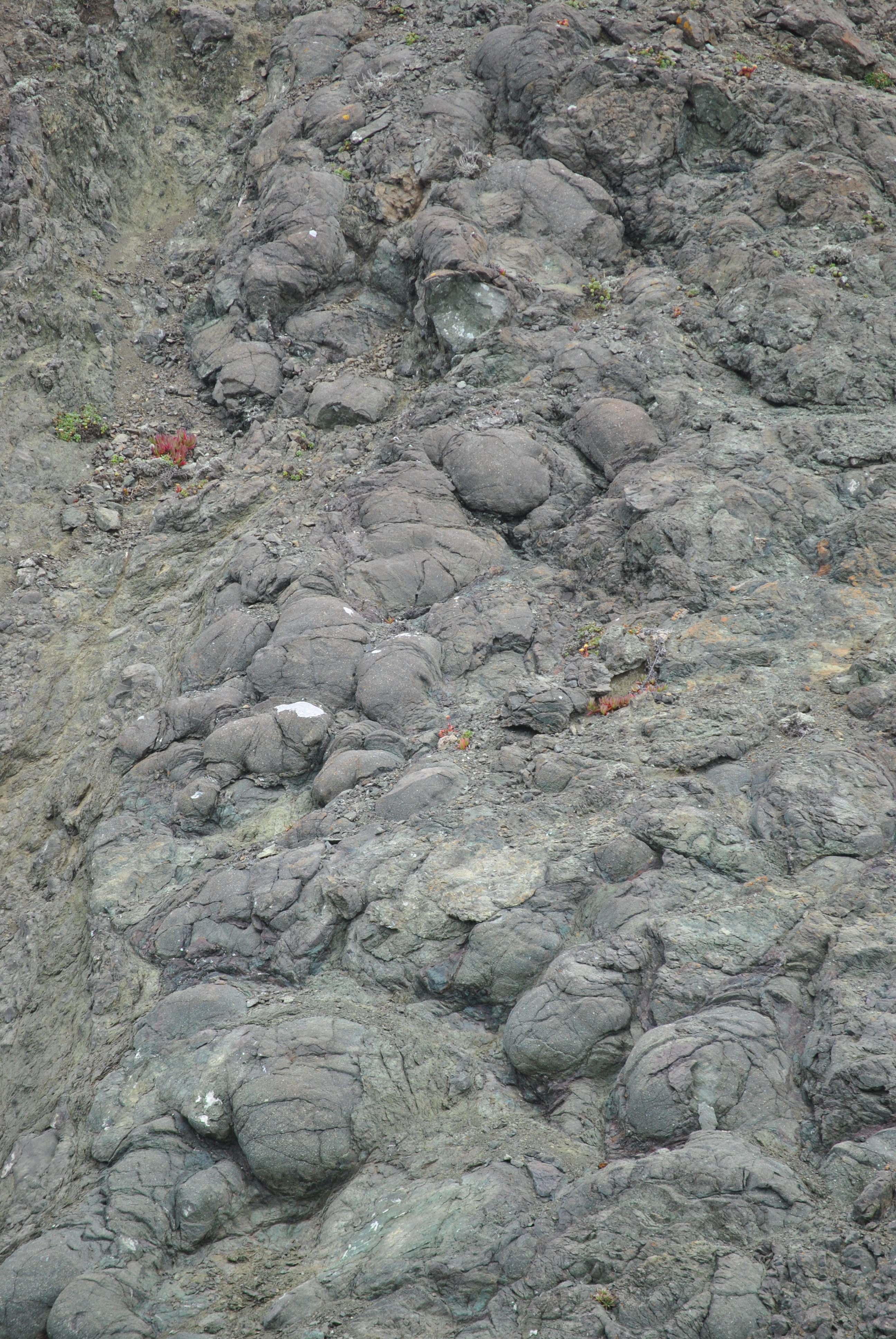
Lave solidifiée dans les Marin Headlands

Les Marin Headlands sont une formation géologique créée par l'accrétion de sédiments océaniques sur la plaque nord-américaine depuis la plaque pacifique. Les composants primaires constituant la zone sont le grauwacke (roche sédimentaire), la radiolarite, la serpentinite, le basalte et le shale (roche sédimentaire). Ces roches ont commencé leur migration il y a cent millions d'années depuis une région plus au sud, à situer de nos jours aux environs de Los Angeles.
L'érosion des flancs de colline et les activités de construction pendant l'occupation militaire du site ont engendré, d'une certaine manière, une exposition dramatique de ces différents types de roche. De plus, l'activité tectonique a provoqué des replis dans la roche qui peuvent être constatés en plusieurs endroits des Marin Headlands.

## Histoire

### Amérindiens
Les Marin Headlands ont été occupés par la tribu des Miwoks qui, pendant des milliers d'années et suivant les saisons, se déplaçait de la côte intérieure de la péninsule à la côte océanique.

### Élevage
Au XVIIIe siècle, des exploitants de ranchs espagnols et mexicains occupèrent les Marin Headlands, ouvrant la voie ensuite aux éleveurs laitiers portugais (majoritairement originaires des Açores), suivant l'acquisition de la Californie par le gouvernement américain après la guerre américano-mexicaine.

### Site militaire

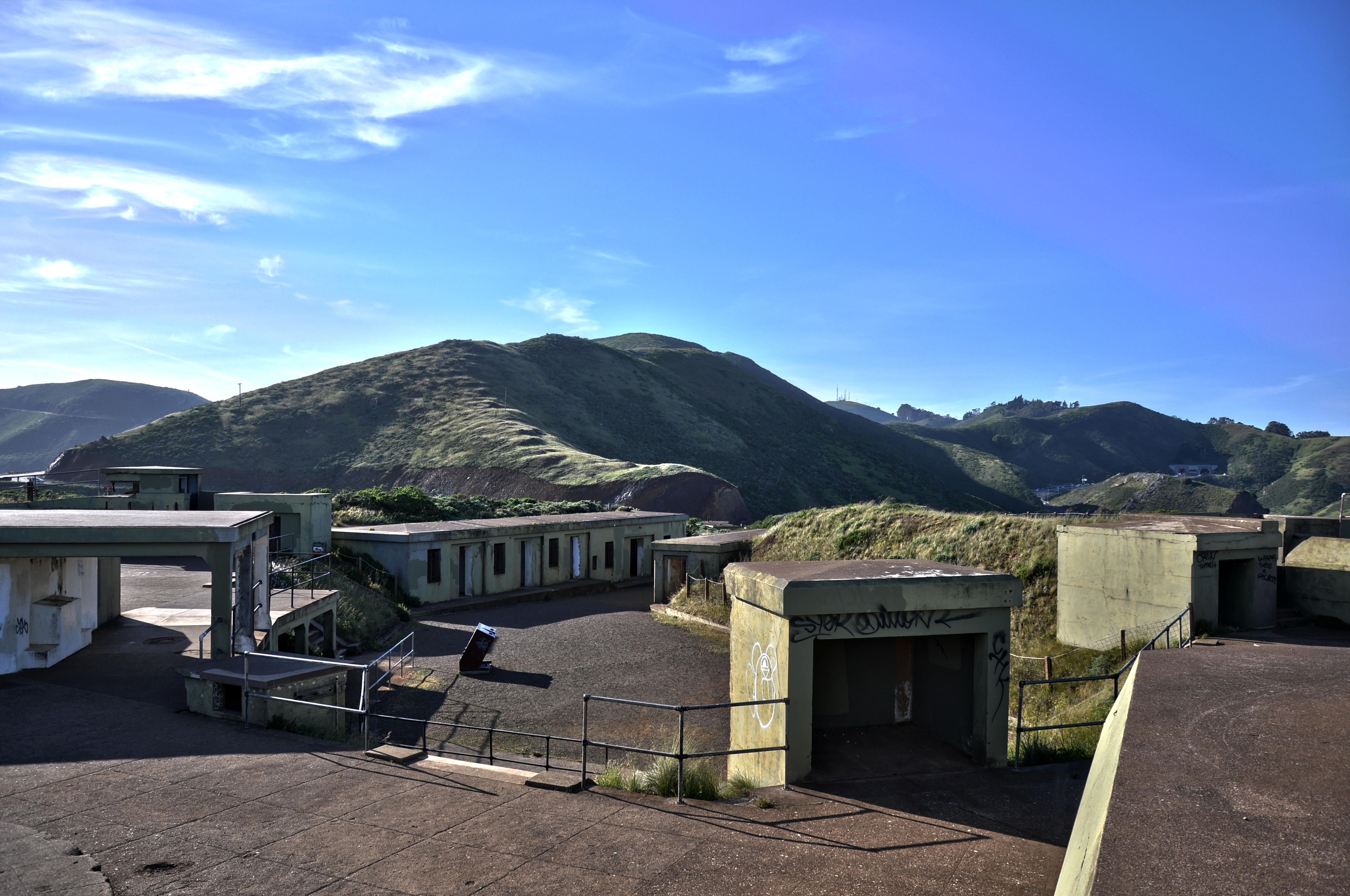
La batterie Spencer est le site de défense dans les Marin Headlands le plus proche du Golden gate.

Les Marin Headlands possèdent plusieurs sites et fortifications militaires historiques, incluant Fort Cronkhite (en), Fort Barry (en), un grand nombre de bunkers et de batteries, ainsi que le site de lancement de missiles SF-88 (en). Les premières installations militaires, construites à la fin du XIXe siècle, avaient pour objectif d'interdire aux navires hostiles l'accès à la baie de San Francisco. Les batteries au Kirby Cove Camp (en) surplombant Black Sands Beach, au sud de Rodeo Beach, ainsi que les batteries à Battery Mendell sont des exemples de fortifications de la période précédant la première Guerre mondiale. Au cours de la Seconde Guerre mondiale les batteries Wallace, Townsley et 129 sur Hawk Hill ont été construites dans les collines pour les protéger des bombardements aériens et des munitions de gros calibres des cuirassés de l'Axe. De plus, une station radio a été bâtie au sommet de Hawk Hill. Pendant la guerre froide, les batteries ont été démantelées et remplacées par des sites de missiles anti-aériens construits sur les rives nord et sud de la lagune Rodeo. Des équipements radars ont été installés aux sommets de Hawk Hill et Hill 88. Enfin, en plusieurs endroits, des abris ont été construits afin de protéger le personnel militaire des menaces nucléaires, biologiques et chimiques.
Des postes d'observations peuvent être également trouvés dans les Marin Headlands. Un exemplaire bien préservé est situé près de l'extrémité nord de Rodeo Beach, d'autres se trouvant près du phare de Point Bonita et de Wolf Ridge sur la pente descendant vers l'océan.
Tous les sites militaires des Marin Headlands sont maintenant démilitarisés et retournés aux usages civils. Quelques sites cependant, tel que le site de lancement de missiles SF-88, ont été préservés en tant que sites historiques. Plusieurs bâtiments historiques sont maintenant utilisés par des organisations à but non lucratif, mais maintenus dans leur condition d'origine.

### Développement
Dans les années 1960, le gouvernement a vendu plus de 8 kilomètres carrés de terres dans les Marin Headlands à un promoteur privé qui prévoyait d'y construire une ville du nom de Marincello (en). Le développement devait permettre d'y faire habiter 30,000 personnes dans 50 immeubles d'appartements et des maisons unifamiliales disséminées sur de larges zones. Un hôtel était également prévu le long de la rive proche des collines. En 1970, le promoteur perdit une poursuite basée sur l'illégalité du zonage. Toutes les terres prévues pour le développement ont été vendues au Golden Gate National Recreation Area, qui en fit un parc, permettant à toute cette étendue de rester intacte.

## Loisirs

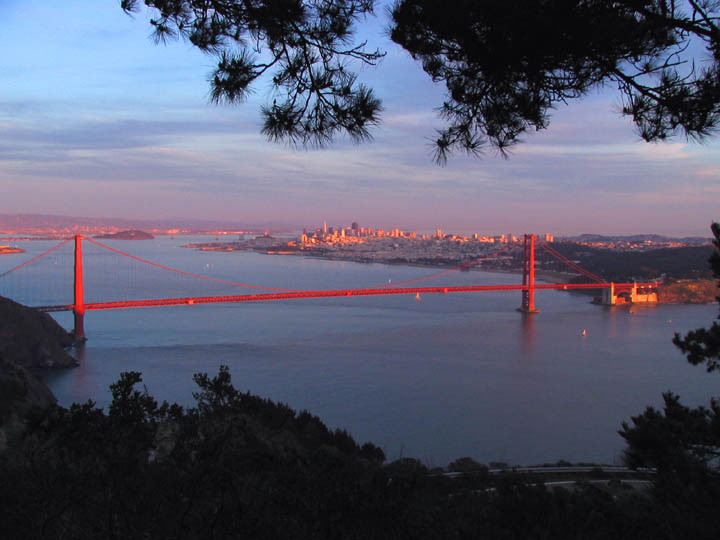
Vue du Golden Gate et de San Francisco depuis Hawk Hill.

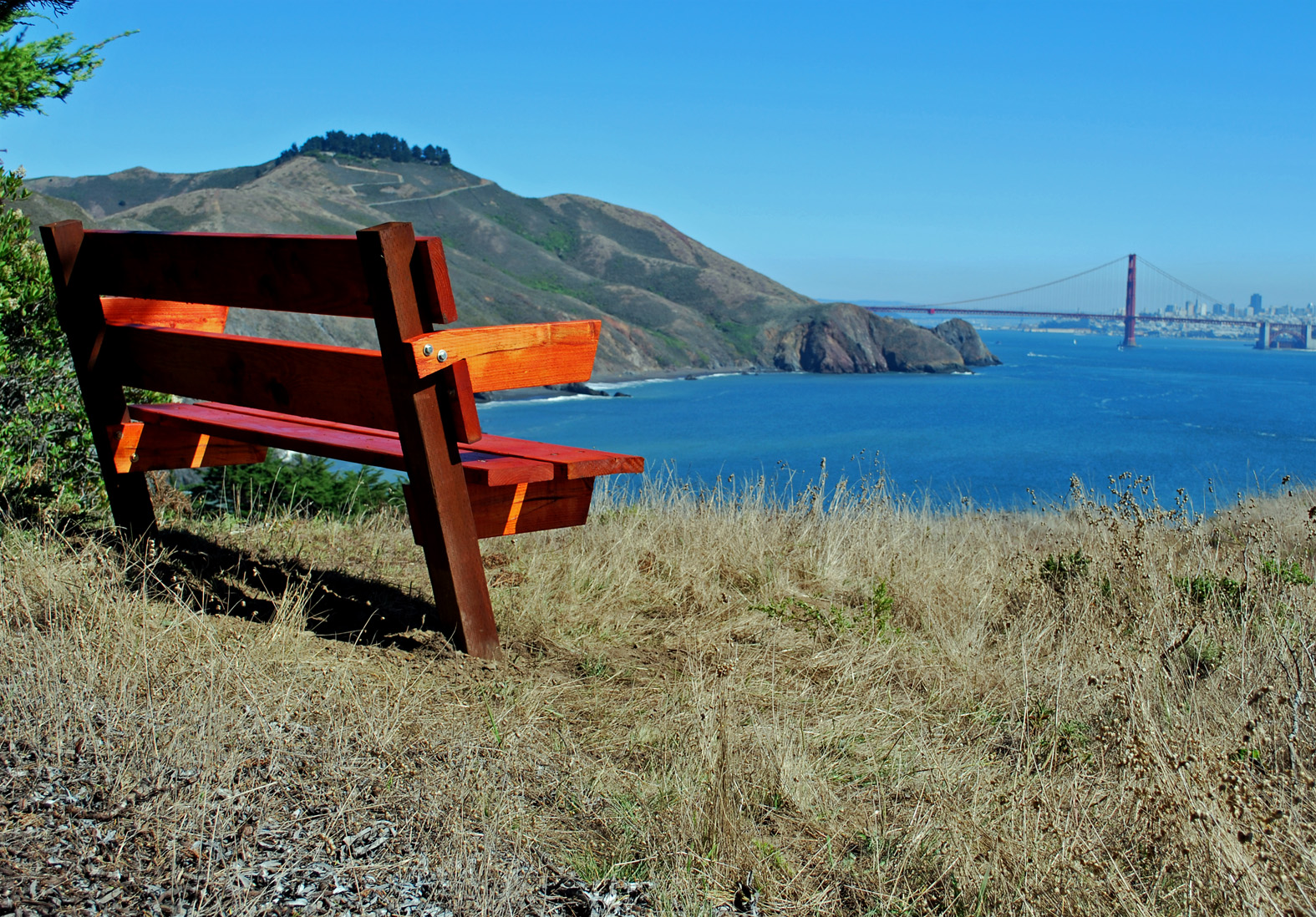
L'entrée du Golden Gate depuis la batterie Wallace.

### Panorama
Les Marin Headlands offrent une vue spectaculaire sur San Francisco, ce qui en fait une attraction touristique très populaire. Une des photographies les plus connues de San Francisco est une vue de la ville depuis les Marin Headlands avec les tours du Golden Gate dépassant de la brume. Lorsque le ciel est dégagé, le site permet une vue panoramique de la région incluant les îles Farallon, Angel Island, l'île d'Alcatraz, le Bay Bridge, le Golden Gate et East Bay.
À l'endroit où la route Conzelman serpente sur la rive sud des Marin Headlands et devient à sens unique, un chemin pédestre mène au sommet de Hawk Hill. À une courte distance sur la droite, niché dans un bosquet de pins de Monterey, on peut trouver un banc permettant de contempler le Golden Gate, le trafic maritime sous le pont ainsi que la cité juste derrière.

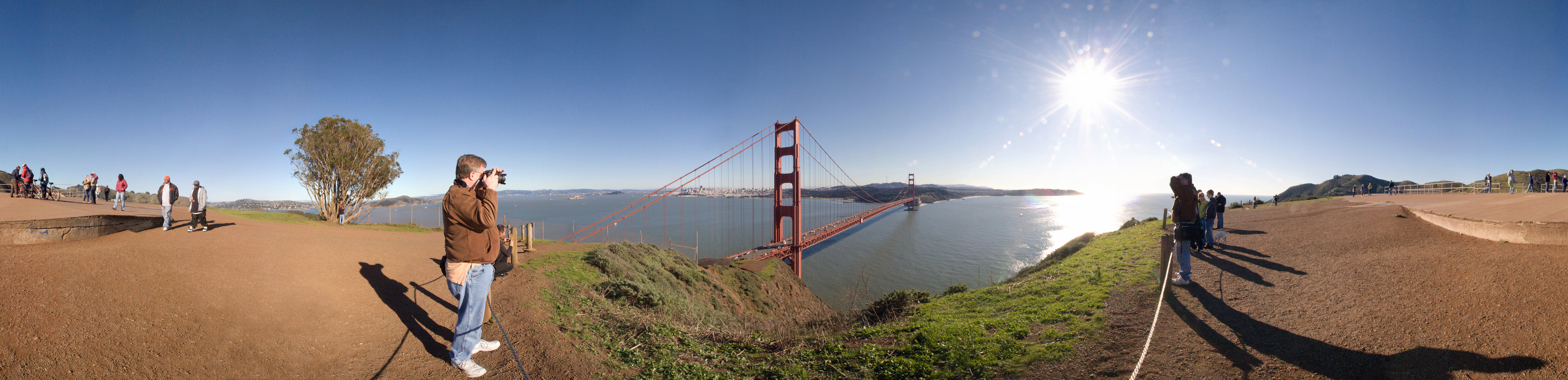
Un panorama de 360 degrés du Golden Gate tel qu'il peut être observé depuis les Marin Headlands.

### Plages
Les Marin Headlands possèdent plusieurs plages incluant Rodeo Beach, Kirby Cove Camp (en), Pirates' Cove, Tennessee Beach et Muir Beach. Les plages Rodeo Beach et Muir Beach sont accessibles en voiture alors que les autres doivent être rejointes à pied par des chemins de longueur et de difficulté variables.

### Randonnée / Vélo
Il y a de nombreux kilomètres de pistes de randonnée dans les Marin Headlands, dont un chemin parcourant notamment des buissons de sauge côtière et de chaparrals.

### Observation d'oiseaux
La migration des rapaces attire beaucoup d'ornithologues amateurs à Hawk Hill et les oiseaux de mer peuvent facilement être observés depuis la lagune Rodeo.

## Installations
Le parc national dispose d'un accueil pour les visiteurs à l'intersection de Field Road et Bunker Road, à moins de deux kilomètres de Rodeo Beach. Le centre d'accueil, ouvert tous les jours de 9h30 à 16h30, contient plusieurs expositions historiques et naturelles ainsi qu'une petite boutique de cadeaux et de livres. On peut y trouver également des cartes des pistes de randonnée et des informations sur les services du parc.
Une caserne de pompiers du Presidio Fire Department (en) est installée dans le bâtiment 1045 du Fort Cronkhite (en). Cette caserne, opérée par le National Park Service, possède un camion avec des équipements permettant le sauvetage en terrain escarpé. Les services d'urgence opèrent 24 heures sur 24.
Des toilettes publiques sont disponibles aux stationnements du centre d'accueil et de Rodeo Beach. Des toilettes portatives sont disposées sur le sentier menant à Point Bonita Lighthouse, le long de Conzelman Road près de Black Sands Beach, à la batterie Alexander entre Rodeo Beach et le phare de Point Bonita, et à la batterie 129 sur Hawk Hill.
Un centre de conférences est installé dans d'anciens bâtiments militaires maintenus par le YMCA de Point Bonita, NatureBridge (en), et le Headlands Center for the Arts. Le centre de conférences de Cavallo Point se trouve quant à lui à Fort Baker dans la partie est de la péninsule.
Plusieurs organisations à but non lucratif ont des installations dans les Marin Headlands, notamment Marine Mammal Center, Foundation for Deep Ecology et le campus de NatureBridge (connu précédemment sous le nom de Headlands Institute), tous dans le Fort Cronkhite. Le Headlands Center for the Arts (en) et le Marin Headlands Hostel se trouvent eux à Fort Barry. Enfin, les pépinières Marin Headlands et Tennessee Valley Native Plant permettent de préserver de nombreuses espèces locales.